# 296753 Mustafamahmoud
296753 Mustafamahmoud este o planetă minoră (asteroid), cu un diametru de 4,905 km, din centura de asteroizi. A fost descoperită pe 19 octombrie 2009 la Spețialnaia astrofiziceskaia observatoria RAN⁠(d) de Timoer Valerievitsj Krjatsjko⁠(d) și a fost numită după Mustafa Mahmoud⁠(d). 
Obiectul prezintă o orbită caracterizată de o semiaxă mare de 3,1478008504731 UAi, o excentricitate de 0,15, o înclinație de 16,2 ° în raport cu ecliptica.